# Cantón de Montrevel-en-Bresse
El cantón de Montrevel-en-Bresse (en francés canton de Montrevel-en-Bresse) era una división administrativa francesa del departamento de Ain, en la región de Ródano-Alpes.

## Composición
El cantón incluía catorce comunas:
- Attignat
- Béréziat
- Confrançon
- Cras-sur-Reyssouze
- Curtafond
- Étrez
- Foissiat
- Jayat
- Malafretaz
- Marsonnas
- Montrevel-en-Bresse
- Saint-Didier-d'Aussiat
- Saint-Martin-le-Châtel
- Saint-Sulpice

## Supresión del cantón
En aplicación del decreto nº 2014-147 del 13 de febrero de 2014, el cantón fue suprimido el 1 de abril de 2015 y sus 14 comunas pasaron a formar parte del nuevo cantón de Attignat.